# Jan Broda
Jan Broda (ur. 30 stycznia 1911 w Drogomyślu, zm. 6 stycznia 2007 w Skoczowie) – nauczyciel, śląskocieszyński folklorysta, publicysta i historyk, bibliofil.

## Życiorys
Syn Jerzego i Marii z domu Macura. Jako uczeń seminarium nauczycielskiego w Cieszynie przeniósł się do nowo otwartego ewangelickiego seminarium nauczycielskiego w Ostrzeszowie w Wielkopolsce. Po jego ukończeniu przez siedem lat nauczał w kilku okolicznych wioskach, po czym w 1938 wrócił na Śląsk Cieszyński, gdzie był nauczycielem w Gutach na Zaolziu.
W latach II wojny światowej pracował jako robotnik w hucie w Trzyńcu. Pod koniec wojny jako Ślązak został przymusowo wcielony do Wehrmachtu, skąd zbiegł. Po wojnie wrócił do nauczania. Najdłużej uczył w szkołach w Pruchnej i Górkach Wielkich. Na emeryturze zamieszkał w Skoczowie.
Już jako student cieszyńskiego seminarium nauczycielskiego redagował pismo pt. Ku rozrywce i nauce. Podczas pracy na terenie południowej Wielkopolski, jako nauczyciel w szkole w Strzyżewie spisywał pieśni ludowe, przysłowia, zwyczaje itp. Rękopis odnaleziono w szkole w latach osiemdziesiątych, w 2013 został opublikowany jako: Jan Broda, "Com widział i słyszał spisałem". Strzyżew 1936 r.
Pracował jako bibliotekarz Biblioteki Tschammera. Odkrył i zachował dla nauki oryginalne rękopiśmienne pamiętniki cieszyńskich chłopskich "piśmiorzy" i "zapiśnikorzy", a także Kronikę Filipa Melanchtona z 1563 r. z zapisem nieznanej polskiej pieśni ludowej. Wiele publikował – ponad 850 prac z bibliografii, etnografii, historii, krajoznawstwa, folkloru, oświaty, m.in. biografię Ks. Jerzy Badura (Jego życie i twórczość) (Cieszyn 1949), Stonava – prameny k dějinám obce (Opawa 1963, współautor: Andělín Grobelný), opracowanie historyczne Dzieje parafii diecezji cieszyńskiej (Warszawa 1978), zbiory opowieści o wierzeniach ludowych z zakresu demonologii słowiańskiej, m.in. O czarownicach, utopcach i nocnicach (Bielsko-Biała 1980) oraz wiele artykułów.
Przez całe życie zbierał stare książki, pamiętniki, dokumenty. Zgromadzone prywatnie ogromne zbiory biblioteczne pod koniec życia przekazywał różnym instytucjom, również kościelnym. W 1984 roku otrzymał Śląską Nagrodę im. Juliusza Ligonia. W 2001 r. otrzymał doktorat honorowy Chrześcijańskiej Akademii Teologicznej w Warszawie. Został pochowany na cmentarzu ewangelickim w Skoczowie.

## Literatura
- Golec Józef: Jan Broda, miłośnik i popularyzator Śląska Cieszyńskiego. Bibliografia, Sopot 1996.
- Oszelda Władysław: Jan Broda odkryty na nowo, w: „Kalendarz Beskidzki” 1984, s. 69-72.
- "Jednota" 1986.
- "Zwiastun" 1971; 2007.